# روز جهانی توهین به مقدسات

روز جهانی توهین به مقدسات (کفرگویی) یک مناسبت است که در آن افراد یا گروه‌ها به نقد یا حتی اهانت به دین تشویق می‌شوند. این مناسبت در سال ۲۰۰۹ توسط مرکز جستار (CFI) بنیان‌گذاری شد. تاریخ این روز ۳۰ سپتامبر انتخاب شده‌است، تا با سالگرد انتشار تصاویر طنز محمد در روزنامه دانمارکی هم‌زمان باشد.
بنیان‌گذاری آن به این شکل بود که دانشجویی با دفتر مرکز جستار در امهرست نیویورک تماس گرفت و این ایده را با آنها در جریان گذاشت، و CFI حمایت خود را از آن اعلام کرد. رونالد لیندزی، رئیس و مدیرعامل مرکز جستار درباره روز توهین به مقدسات در مصاحبه‌ای در سی‌ان‌ان گفت: «به نظر ما عقاید دینی باید زیر همان میزان انتقاد و بررسی قرار بگیرند که عقاید سیاسی تحمل می‌کنند. ولی در مورد دین تابو وجود دارد.»
طبق یواس‌ای تودی، جاستین تروتیر، هماهنگ‌کننده مراسم روز توهین به مقدسات در تورنتو گفته‌است؛ «قصد ما اذیت‌کردن نیست، ولی اگر در میان بحث و گفتگو برخی مردم ناراحت می‌شوند، این مشکل ما نیست. مصونیت از دلخوری بخشی از حقوق بشر نیست.»
برخی رویدادهای بین‌المللی در این روز، نمایشگاه هنری در واشینگتن و فستیوال آزادی بیان در لس‌آنجلس بوده‌است. روز توهین به مقدسات در فضای اینترنت هم توسط رسانه‌ها به طور گسترده‌ای مورد بحث بوده‌است.